# 莱昂 (纽约州)
莱昂（英語：Leon）是位于美国纽约州卡特罗格斯郡的一个镇，地处卡特罗格斯县西端、萨拉曼卡西北。2010年美国人口普查时，该镇有1365人。1832年，莱昂镇从康万戈镇分出，独立建镇。其名称来源于西班牙以前的莱昂王国。